# إد بليني
إد بليني (بالإنجليزية: Ed Blaney)‏ هو لاعب كرة قدم أمريكي، ولد في 20 أبريل 1951 في فيلادلفيا في الولايات المتحدة. لعب مع Philadelphia Spartans ‏.